# 1225
[[Категорија: 1225
.| ]]
Година 1225 (MCCXXV) била је проста година која је почела у среду.

## Догађаји
- Википедија:Непознат датум — Цар Фридрих II одлучио је да крене у крсташки рат, оженио се други пут, тај пут са Изабелом, ћерком краља Јерусалима Јована Бријена. Свргнуо је свекра и крунисао се круном Јерусалимског Краљевства.
- Википедија:Непознат датум — У Монферату је маркиза Вилијама VI наследио син Бонифације II.
- Википедија:Непознат датум — На франкфуртском сабору Валдемар Дански ослобођен је у замену за обећање да ће суделовати у крсташком рату и да ће Данску да преда Царству. Након што је ослобођен, Валдемар раскида уговор и улази у борбу против немачких принчева.
- Википедија:Непознат датум — Будући да је Тевтонски ред створио државу с тенденцијом аутономије унутар Угарске, угарско-хрватски краљ Андрија II напао је Тевтонце и отерао их из властитог краљевства.
- Википедија:Непознат датум — Бискуп Риге Алберт добио је од немачког краља Хенрика, сина цара Фридриха II, права над маркгрофовијом у Летонији и Естонији.
- Википедија:Непознат датум — У Јапану shikken Хојо Јошитоки основао је веће владара које је консолидовало моћ породице Хојо.

## Рођења
- Википедија:Непознат датум — Тома Аквински, италијански теолог и филозоф. († 1274).